# Strasburgeriaceae
Strasburgeriaceae – rodzina roślin należąca do rzędu Crossosomatales. Obejmuje dwa rodzaje z pojedynczymi gatunkami zimozielonych drzew. Strasburgeria robusta występuje na Nowej Kaledonii, a Ixerba brexioides na Wyspie Północnej (Nowa Zelandia). Ixerba brexioides, znana w obszarze występowania jako tawari, wykorzystywana bywa jako roślina miododajna. Nazwa rodziny została utrzymana, mimo że starszą wobec tego taksonu jest nazwa Ixerbaceae. 

## Morfologia
PokrójZimozielone drzewa o pędach nagich (Strasburgeria) lub okrytych jednokomórkowymi, T-kształtnymi włoskami (Ixerba).
LiścieSkrętoległe, naprzeciwległe i okółkowe, pojedyncze i bez przylistków. Blaszki piłkowane.
KwiatyObupłciowe, promieniste, skupione w baldachogronach lub wyrastające na szypułkach pojedynczo w kątach liści. Działek kielicha jest 5 (Ixerba) lub od 8 do 11 (Strasburgeria) i są one trwałe. Płatków korony jest zwykle 5 (rzadko 6) i są one wolne. Pręcików jest 5 lub 10. Między nasady nitek pręcików wnikają łatki dysku znajdującego się u podstawy zalążni. Ta jest górna lub wpół dolna i powstaje zwykle z 5 (Ixerba) lub z 4 do 7 (Strasburgeria) zrośniętych owocolistków. Tworzą one odpowiednią liczbę komór zawierających pojedyncze zalążki. Ze szczytu zalążni wyrasta szyjka słupka zwieńczona łatkowatym znamieniem.
OwoceNiepękające torebki zawierające okazałe nasiona, czasem ze szczątkową osnówką.

## Systematyka
Pozycja systematyczna i podział według Angiosperm Phylogeny Website (aktualizowany system APG IV z 2016)
Rodzina z rzędu Crossosomatales w obrębie kladu różowych roślin okrytonasiennych. Pozycja rodziny w kladogramie rzędu:
|  | Guamatelaceae                                                                      |
|  |                                                                                    |
|  | \| \| Stachyuraceae – stachiurowate \| \| \| \| \| \| Crossosomataceae \| \| \| \| |
|  |                                                                                    |
|  | Stachyuraceae – stachiurowate                                                      |
|  |                                                                                    |
|  | Crossosomataceae                                                                   |
|  |                                                                                    |

|  | Stachyuraceae – stachiurowate |
|  |                               |
|  | Crossosomataceae              |
|  |                               |

|  | Guamatelaceae                                                                      |
|  |                                                                                    |
|  | \| \| Stachyuraceae – stachiurowate \| \| \| \| \| \| Crossosomataceae \| \| \| \| |
|  |                                                                                    |
|  | Stachyuraceae – stachiurowate                                                      |
|  |                                                                                    |
|  | Crossosomataceae                                                                   |
|  |                                                                                    |

|  | Stachyuraceae – stachiurowate |
|  |                               |
|  | Crossosomataceae              |
|  |                               |

|  | Aphloiaceae                                                            |
|  |                                                                        |
|  | \| \| Geissolomataceae \| \| \| \| \| \| Strasburgeriaceae \| \| \| \| |
|  |                                                                        |
|  | Geissolomataceae                                                       |
|  |                                                                        |
|  | Strasburgeriaceae                                                      |
|  |                                                                        |

|  | Geissolomataceae  |
|  |                   |
|  | Strasburgeriaceae |
|  |                   |

|  | Guamatelaceae                                                                      |
|  |                                                                                    |
|  | \| \| Stachyuraceae – stachiurowate \| \| \| \| \| \| Crossosomataceae \| \| \| \| |
|  |                                                                                    |
|  | Stachyuraceae – stachiurowate                                                      |
|  |                                                                                    |
|  | Crossosomataceae                                                                   |
|  |                                                                                    |

|  | Stachyuraceae – stachiurowate |
|  |                               |
|  | Crossosomataceae              |
|  |                               |

|  | Guamatelaceae                                                                      |
|  |                                                                                    |
|  | \| \| Stachyuraceae – stachiurowate \| \| \| \| \| \| Crossosomataceae \| \| \| \| |
|  |                                                                                    |
|  | Stachyuraceae – stachiurowate                                                      |
|  |                                                                                    |
|  | Crossosomataceae                                                                   |
|  |                                                                                    |

|  | Stachyuraceae – stachiurowate |
|  |                               |
|  | Crossosomataceae              |
|  |                               |

|  | Aphloiaceae                                                            |
|  |                                                                        |
|  | \| \| Geissolomataceae \| \| \| \| \| \| Strasburgeriaceae \| \| \| \| |
|  |                                                                        |
|  | Geissolomataceae                                                       |
|  |                                                                        |
|  | Strasburgeriaceae                                                      |
|  |                                                                        |

|  | Geissolomataceae  |
|  |                   |
|  | Strasburgeriaceae |
|  |                   |

Przedstawiciele według GRIN
- Ixerba A. Cunn.
- Strasburgeria Baill.